# Trebudannon
Trebudannon – osada w Anglii, w Kornwalii. Leży 53 km na północny wschód od miasta Penzance i 361 km na zachód od Londynu.